# Yongchang (Jinchang)
Yongchang (chinesisch 永昌县, Pinyin Yǒngchāng Xiàn) ist ein Kreis der bezirksfreien Stadt Jinchang in der nordwestchinesischen Provinz Gansu. Yongchang hat eine Fläche von 4.550 km² und zählt 234.800 Einwohner (Stand: Ende 2018).

## Administrative Gliederung
Auf Gemeindeebene setzt sich Yongchang aus sechs Großgemeinden und vier Gemeinden zusammen. Diese sind:
- Großgemeinde Chengguan (城关镇);
- Großgemeinde Hexipu (河西堡镇);
- Großgemeinde Xinchengzi (新城子镇);
- Großgemeinde Zhuwangpu (朱王堡镇);
- Großgemeinde Dongzhai (东寨镇);
- Großgemeinde Shuiyuan (水源镇);
- Gemeinde Hongshanyao (红山窑乡);
- Gemeinde Jiaojiazhuang (焦家庄乡);
- Gemeinde Liuba (六坝乡);
- Gemeinde Nanba (南坝乡).